# Szczepanowice (Tarnów)
Pour les articles homonymes, voir Szczepanowice.
Szczepanowice est une localité polonaise de la gmina de Pleśna, située dans le powiat de Tarnów en voïvodie de Petite-Pologne.